# Niwadji
Niwadji (ou Gniwadji) est une localité du Cameroun située dans l'arrondissement de Petté, le département du Diamaré et la région de l’Extrême-Nord. Elle fait partie du canton de Petté rural.

## Population
En 1975, Gniwadji Arabe comptait 172 habitants, des Arabes Choa, et Gniwadji Mousgoum en comptait 30, des Mousgoum.
Lors du recensement de 2005, on y a dénombré 523 personnes.